# Хенрик Шордиковски
Хенрик Јан Шордиковски (пољ. Henryk Jan Szordykowski; Илово Осада, 3. јун 1944 – 25. децембар 2022) био је пољски атлетски репрезентативац, који се такмичио у тркама на средњим стазама, најчешће 1.500 и 800 метара, а на крају каријере и на 5.000 метара. Највеће успехе постигао је на 1.500 метара. Био је члан Велева из Кракова.

## Спортска биографија
Шордиковски је два пута учествовао на  Летњим олимпијским играма у Мексику где је трци на 1.500 мртара заузео 7. место , а у трци на трци на 800 м испао је у квалификацијама  На Играма у Минхену 1972.  елиминисан је у полуфиналу трке на 1.500 м.
На Европским првенствима на отвореном такмичио се четири пута освојивши две медаље. У Будимпешти 1966. на 1.500 метара заузео је 8. место . У Атини 1969. освојио је у истој дисциплини бронзану медаљу  (3:39.87) . а у Хелсинкију 1971. сребрну (3:38,73). у Риму је 1974. елиминисан је у квалификацијама (3:43,7.

## Лични рекорди
| Дисциплина | Пласман | Резултат | Датум'            | Место    | Категорија | Извор |
| ---------- | ------- | -------- | ----------------- | -------- | ---------- | ----- |
| 800 m      | 1.      | 1:46,6h  | 30. јул 1968.     | Гросето  | отворено   | [ 1 ] |
| 1.000 m    | 1.      | 2:19,1h  | 18. јул 1967.     | Валч     | отворено   | [ 1 ] |
| 1.500 m    | 1.      | 3:38.2h  | 29. август 1969.  | Варшава  | отворено   | [ 1 ] |
| Миља       | 5.      | 3:58.8h  | 5. јул 1972.      | Стокхолм | отворено   | [ 1 ] |
| 2.000 m    | 1.      | 5:02.4h  | 30. јун 1976.     | Варшава  | отворено   | [ 1 ] |
| 3.000 m    | 1.      | 7:50,2h  | 22. јун 1976.     | Бидгошч  | отворено   | [ 1 ] |
| 5.000 m    | 2.      | 13:33,58 | 20. август 1975.  | Цирих    | отворено   | [ 1 ] |
| 800 m      | 2.      | 1:47,1h  | 8. март 1969.     | Београд  | дворана    | [ 1 ] |
| 1.000 m    | 1.      | 2:20,0h  | 17. фебруар 1974. | Варшава  | дворана    | [ 1 ] |
| 1.500 m    | 1.      | 3:41,4a  | 12. март 1971.    | Софија   | дворана    | [ 1 ] |